# Михеево (Раменский район)
Михеево — село в Раменском районе Московской области. Население — 388 чел. (2010).

## История
Село Михеево было основано в 18 веке.
В середине XIX века в селе был построен храм. Его первый священник был расстрелян в 1918 году. Храм практически снесли в 1930-х годах и подожгли икону Божьей Матери (икона уцелела).
Во время ВОВ из села ушли на фронт по некоторым данным 4, а по другим 9 призывников-солдат. В том числе и А. Жижин (погиб в 1943 году на Курской дуге).
После войны посреди села был вырыт искусственный пруд, именно тогда Михеево разбилось на два района. С одной стороны пруда — Михеево, а с другой — Слободка.
Во времена СССР Михеево и некоторые другие окрестные деревни входили в колхоз «Борец».
В семидесятых в Михеево появился третий район — Абакшино. Это произошло потому что был вырыт третий пруд, его окрестили Капустник.
Современное Михеево: Сейчас Михеево угасающий посёлок, в нём нет школы, есть медпункт. Единственные удобства: электроэнергия, газ.
В 2001 году церковь Успения Пресвятой богородицы была восстановлена.
Озёра — Башково.
Пруды — Михеевский, Капустник.(2).
Транспорт — автобус № 59 Броницы-Михеево (ежедневно).

## Население
| 1926 | 2002 | 2010 |
| ---- | ---- | ---- |
| 825  | ↘466 | ↘388 |